# Naurskaja
Naurskaja (russisch Нау́рская; tschetschenisch Новр-ГӀала Nour-Ghala) ist eine Staniza in der Republik Tschetschenien in Russland mit 9050 Einwohnern (Stand 14. Oktober 2010).

## Geographie
Der Ort liegt im nördlichen Kaukasusvorland etwa 50 km Luftlinie nordwestlich der Republikhauptstadt Grosny am linken Ufer des Terek.
Naurskaja ist Verwaltungszentrum des Rajons Naurski sowie Sitz und einzige Ortschaft der Landgemeinde Naurskoje selskoje posselenije.

## Geschichte
Naurskaja wurde vermutlich 1642 von Terekkosaken am gegenüberliegenden, rechten Terekufer gegründet und 1715 unter Peter dem Großen an die heutige Stelle verlegt. Bei der ursprünglichen Ortslage entstand später die tschetschenische, bis heute existierende Ansiedlung Nadteretschnoje (bis 1944 Nischni Naur). Nach einem großen Angriff von Truppen der Bergvölker auf die russische Festung Kisljar 1765 ließ Katharina II. 1769 Wolgakosaken aus der Gegend um Dubowka in verschiedene Stanizen des Gebietes verlegen, darunter nach Naurskaja.
Ab 1860 gehörte die Staniza zur Oblast Terek, ab 1899 zu deren Abteilung (otdel) Mosdok. Nach der Aufteilung der Oblast gehörte Naurskaja ab 1921 zum Ujesd Mosdok des kurzlebigen Gouvernements Terek. 1924 kam der Ort zur neugebildeten Region Nordkaukasus (Sewero-Kawkasski krai) und wurde erstmals Verwaltungssitz eines Rajons. Bis in die 1940er-Jahre kam es mehrfach zu administrativen Umgestaltungen und Umbenennungen, in deren Verlauf der Rajon 1928 aufgelöst und am 23. Januar 1935 neu ausgewiesen wurde und die Region in veränderten Grenzen ab 1943 Region Stawropol hieß.
Im Zweiten Weltkrieg stoppte die Rote Armee im Sommer 1942 bei Naurskaja der Vormarsch der deutschen Wehrmacht am linken Terekufer im Rahmen des Unternehmens Edelweiß. Nach der Deportation der gesamten tschetschenischen und inguschischen Bevölkerung der Tschetscheno-Inguschischen ASSR, deren Nordgrenze in dieser Zeit entlang dem Terek verlief, und Auflösung der autonomen Republik entstand eine Oblast Grosny, an die auch Teile der Region Stawropol abgegeben wurden, darunter der Naurski rajon. Nach Wiederherstellung der tschetschenisch-inguschischen Autonomie 1957 verblieb der Rajon bei Tschetscheno-Inguschetien, obwohl er auch vor 1944 zu 93,7 % russisch besiedelt war (die Staniza selbst zu 96,6 %, alles 1939).
Ab 1957 sank der russische Bevölkerungsanteil kontinuierlich, verstärkt infolge der Gewalttätigkeiten während der tschetschenischen Unabhängigkeitsbestrebungen Anfang der 1990er-Jahre und mit dem Ersten Tschetschenienkrieg. Diese Tendenz setzt sich fort; zwischen den Volkszählungen 2002 und 2010 sank der russische Bevölkerungsanteil in der Staniza weiter von 23 % auf 16 %, während Tschetschenen zuletzt bereits 76 % stellten. Zwischen 2011 und 2017 wurde jedoch in Naurskaja eine der wenigen neuen russisch-orthodoxen Kirchen in der Republik errichtet.

### Bevölkerungsentwicklung
| Jahr | Einwohner |
| ---- | --------- |
| 1897 | 4149      |
| 1926 | 4648      |
| 1939 | 5001      |
| 1959 | 5181      |
| 1970 | 9917      |
| 1979 | 8439      |
| 1989 | 7617      |
| 2002 | 8531      |
| 2010 | 9050      |

Anmerkung: Volkszählungsdaten

## Verkehr
Die Bahnstation Naurskaja befindet sich im vier Kilometer nordöstlich gelegenen Dorf Tschernokosowo an der auf diesem Abschnitt 1916 eröffneten Alternativ- und heutigen Hauptstrecke der Verbindung Rostow am Don – Machatschkala – Baku (Streckenkilometer 109 ab Prochladnaja). Der Bahnstrecke beziehungsweise dem linken Terekufer folgt durch Tschernokosowo die Regionalstraße von der Grenze zur Region Stawropol bei Ischtschorskaja zur Grenze zu Dagestan bei Kisljar, Teil der früheren von Stawropol über Mineralnyje Wody und Mosdok kommenden und weiter nach Krainowka an der Küste des Kaspischen Meeres führenden R262.

## Söhne und Töchter des Ortes
- Nikolai Jewdokimow (1804–1873), General